# Psicología comparada

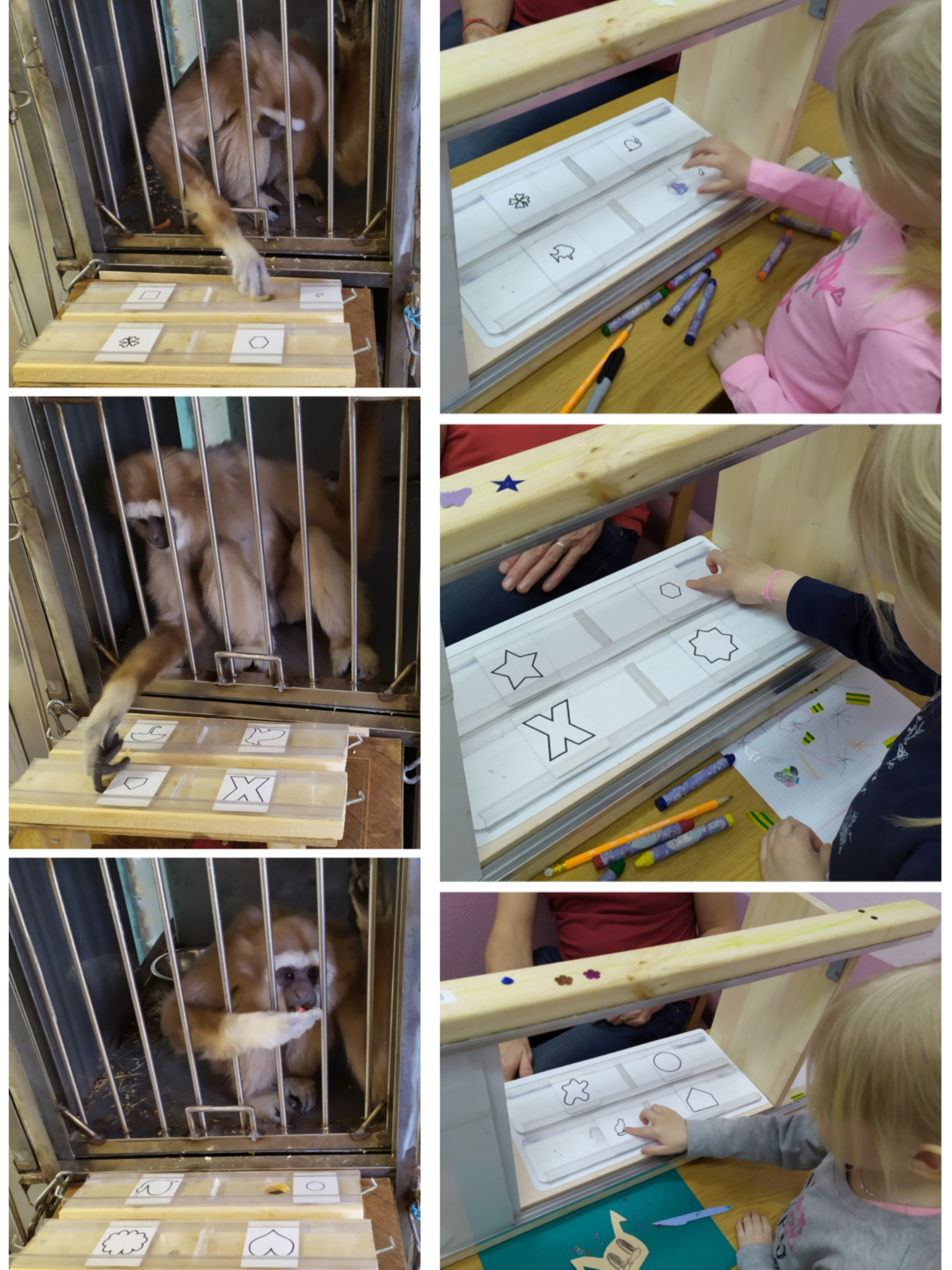
Estudio de la capacidad de formar o actualizar diferentes nociones en un gibón (Hylobates lar) llamado Orfeo, del Zoológico de San Petersburgo y en un niño de cuatro años. Los participantes pudieron comprender la noción de una imagen "más pequeña". Aprendieron a elegir una imagen pequeña entre las otras tres imágenes medianas (el par de fotos está en la parte superior) y una imagen mediana entre las otras tres imágenes grandes (el par de fotos está en el centro y en la parte inferior).

La psicología comparada se refiere al estudio científico de la conducta y procesos mentales de animales no-humanos, especialmente de aquellos con los que los humanos se relacionan en cuanto a la historia filogenética, adaptaciones significativas y el desarrollo del comportamiento. 
Este término se puede utilizar tanto en un sentido amplio como restringido. En su sentido restringido, la psicología comparada se refiere al estudio de las similitudes y diferencias en la psicología y comportamiento entre diferentes especies. En su sentido amplio, la psicología comparada incluye comparaciones entre diferentes grupos biológicos y socioculturales, como son las especies, sexos, etapas de desarrollo, edades y etnias. La investigación en esta área aborda muchos temas diferentes, utiliza muchos métodos diferentes y explora el comportamiento de muchas especies diferentes, desde insectos hasta primates.
A veces se asume que la psicología comparada enfatiza las comparaciones entre especies, incluyendo aquellas entre humanos y animales. Sin embargo, algunos investigadores sienten que las comparaciones directas no deberían ser el único foco de la psicología comparada y que el foco en sólo un organismo para entender su comportamiento es igualmente deseable. Donald Dewsbury revisó los trabajos de varios psicólogos y sus definiciones y concluyó que el objeto de la psicología comparada es establecer principios de generalidad enfocandose tanto en la causación próxima como última.
Utilizando un enfoque comparativo de la conducta permite evaluar la conducta objetivo de cuatro perspectivas diferentes y complementarias, desarrolladas por Nikolaas Tinbergen. Primero, uno debe preguntarse que tan generalizada es la conducta a través de la especie (¿qué tan común es la conducta entre los animales de una especie?). Segundo, uno debe preguntarse cómo la conducta contribuye al éxito reproductivo de los individuos que presentan la conducta (¿la conducta lleva a que los animales produzcan una mayor cantidad de descendencia en comparación a los animales que no producen esa conducta?). Teorías que abordan las causas últimas de la conducta están basadas en las respuestas a estas dos preguntas. Tercero, uno debe preguntarse qué mecanismos están involucrados en la conducta (¿qué componentes fisiológicos, conductuales y ambientales son necesarios y suficientes para el origen de la conducta?). Y cuarto, el investigador debe preguntarse sobre el desarrollo de la conducta en el individuo (que experiencias madurativas, de aprendizaje y sociales debe atravesar un individuo para generar la conducta?). Las teorías que abordan causas proximales de la conducta se basan en respuestas a estas dos preguntas.

## Historia
Al-Jahiz, erudito del siglo IX, escribió trabajos sobre la organización social y los métodos de comunicación en animales como las hormigas. También el escritor árabe del siglo XI Ibn al-Haytham escribió el "Tratado sobre la influencia de las melodías en el alma de los animales", un tratado temprano que abordaba el tema de los efectos de la música en los animales. En el tratado, demuestra cómo la caminata de los camellos puede ser acelerada o desacelerada en base a la música y muestra otros ejemplos de cómo la música puede afectar la conducta de los animales, poniéndola a prueba en caballos, pájaros y reptiles. A través del siglo 19, la mayoría de los académicos del mundo occidental creían que la música era un fenómeno estrictamente humano, pero experimentos realizados a partir de ese período han reivindicado la visión de Ibn al-Haytham de que la música tiene efectos sobre los animales.
Charles Darwin fue central en el desarrollo de la psicología comparativa, incluso se argumenta que la psicología debería plantearse en términos de "pre-Darwinismo" y "post-Darwinismo" ya que sus contribuciones fueron muy relevantes. La teoría de Darwin llevó a varias hipótesis, siendo una que las particularidades de los seres humanos pueden ser explicadas por principios evolutivos, como por ejemplo sus facultades mentales, morales y espirituales superiores. En respuesta a la vehemente oposición al darwinismo estuvo el "movimiento anecdótico" liderado por George Romanes, quien se propuso demostrar que los animales poseían una "mente humana rudimentaria". Romanes es más famoso por dos defectos importantes en su trabajo: su enfoque en observaciones anecdóticas y su arraigado antropomorfismo.
Hacia finales del siglo XIX existieron varios científicos cuyo trabajo también fue muy influyente. Douglas Alexander Spalding fue llamado el "primer biólogo experimental" y trabajó principalmente con aves; estudiando el instinto, la impronta ("imprinting") y el desarrollo visual y auditivo. Jacques Loeb enfatizó la importancia de estudiar objetivamente el comportamiento, a Sir John Lubbock se le atribuye el primer uso de laberintos y rompecabezas para estudiar el aprendizaje y se cree que Conwy Lloyd Morgan es "el primer etólogo en el sentido en que actualmente usamos la palabra".
A pesar de que inicialmente desde este campo se intentó incluir varias especies, para principios de 1950 se enfocó primariamente en la rata blanca de laboratorio y las palomas y el objeto de estudio estaba limitado al aprendizaje, usualmente en laberintos. Este estado de la cuestión fue señalado por Beach en 1950 y a pesar de que había un consenso general sobre esta perspectiva, no hubo cambios significativos en la disciplina en esos años Una década más tarde volvió a replicar estas críticas, nuevamente sin resultados. Mientras tanto, en Europa, la etología avanzaba al estudiar una gran multitud de especies y de conductas. Este estado de las cosas llevó al triunfo de la etología por sobre la psicología comparada, culminando en el Premio Nobel siendo ganado en general por etólogos, combinado con un flujo de libros de divulgación y programas de televisión sobre estudios etológicos que fueron muy consumidos en los Estados Unidos. Actualmente, la psicología comparativa necesita de una mayor difusión y visualización dentro de las Universidades para atraer nuevos estudiantes interesados en esta apasionante disciplina.